# Occultifur corticiorum
Occultifur corticiorum är en svampart som beskrevs av P. Roberts 1997. Occultifur corticiorum ingår i släktet Occultifur och familjen Cystobasidiaceae.   Inga underarter finns listade i Catalogue of Life.